# Faggiano
Faggiano is een gemeente in de Italiaanse provincie Tarente (regio Apulië) en telt 3505 inwoners (31-12-2004). De oppervlakte bedraagt 20,8 km², de bevolkingsdichtheid is 169 inwoners per km².
De volgende frazioni maken deel uit van de gemeente: San Crispieri.

## Demografie
Faggiano telt ongeveer 1179 huishoudens. Het aantal inwoners daalde in de periode 1991-2001 met 0,4% volgens cijfers uit de tienjaarlijkse volkstellingen van ISTAT.
| Jaar | Inwoneraantal |
| ---- | ------------- |
| 1991 | 3526          |
| 2001 | 3513          |

## Geografie
Faggiano grenst aan de volgende gemeenten: Pulsano, Roccaforzata, San Giorgio Ionico, Tarente.
Avetrana · Carosino · Castellaneta · Crispiano · Faggiano · Fragagnano · Ginosa · Grottaglie · Laterza · Leporano · Lizzano · Manduria · Martina Franca · Maruggio · Massafra · Monteiasi · Montemesola · Monteparano · Mottola · Palagianello · Palagiano · Pulsano · Roccaforzata · San Giorgio Ionico · San Marzano di San Giuseppe · Sava · Statte · Tarente · Torricella
1. ↑  https://demo.istat.it/?l=it.